# Metaphrixus carolii
Metaphrixus carolii är en kräftdjursart som beskrevs av Hugo Frederik Nierstrasz och Brender a Brandis 1931. Metaphrixus carolii ingår i släktet Metaphrixus och familjen Bopyridae. Inga underarter finns listade i Catalogue of Life.